# Richard Medioni
Richard Medioni (Parigi, 11 aprile 1947 – Reims, 13 novembre 2016) è stato un giornalista, editore e direttore artistico francese.

## Biografia
Richard Medioni è entrato nelle Éditions Vaillant all'inizio del 1968 ed è stato caporedattore della rivista Pif Gadget dal 1971 al 1973.
Richard Medioni è stato il principale ispiratore alla nascita della rivista Pif Gadget, fenomeno culturale esploso nella prima uscita nelle edicole, tra le nuove generazioni francesi e belghe.
Dal 1980 in poi, Richard Medioni ha lavorato come direttore artistico nell'editoria di libri di pregio.
Dal maggio 2008 al maggio 2010 è stato caporedattore della webzine Période Rouge, giornale on line dedicato al periodo 1942-1973 di Vaillant e Pif Gadget.
In seguito ha lavorato esclusivamente per le Éditions Diane de Selliers.
Fu sempre uno storico puntuale che raccontava la storia di Mon Camarade e Pif Gadget di come erano nate e cresciute le rivista per ragazzi ma raccontava ed era testimone anche della stampa progressista per i bambini sviluppatasi nel movimento progressista francese.
Richard Medioni è morto a Reims il 13 novembre 2016.

## Pubblicazioni

### Edizioni Vaillant da collezione
- 2003: Pif Gadget, La véritable histoire des origines à 1973[11]
- 2012: Mon camarade, Vaillant, Pif Gadget: l'histoire complète, 1901-1994: les journaux pour enfants de la mouvance communiste et leurs BD exceptionnelles
- 2016: Mon camarade, L'intégrale 1933 - 1939.[12][13]

### Edizioni Diane de Selliers
- 2001: L'Iliade e l'Odissea di Omero, illustrate da Mimmo Paladino
- 2001: L'autoritratto nel XX secolo, di Pascal Bonafoux
- 2001: Le Metamorfosi di Ovidio illustrate dalla pittura barocca
- 2007: Il racconto di Genji di Murasaki-shikibu,[14] illustrato dalla pittura tradizionale giapponese
- 2011: Il Ramayana di Valmiki, illustrato da miniature indiane[15]
- 2012: Il canto degli uccelli di Attar, illustrato da miniature iraniane.
- La Divina Commedia di Dante, le Favole di La Fontaine, i Racconti di La Fontaine, i Viaggi in Italia di Stendhal, il Faust di Goethe, il Don Chisciotte di Cervantes, il Decamerone di Boccaccio, I fiori del male di Baudelaire, Alice nel paese delle meraviglie e Attraverso lo specchio di Lewis Carroll. Elogio della follia di Erasmo, La leggenda aurea di Jacques de Voragine, Poesia, Illuminazioni, Una stagione all'inferno di Rimbaud, Il Medioevo fiammeggiante, Yvain e Lancillotto di Chrétien de Troyes, L'Oriente, mille anni di poesia, I pregi comparati del sake e del riso.

## Premi e onorificenze presi con la casa editrice
- Chevalier de l'ordre des Arts et des Lettres (5 luglio 2011)
- Prix littéraire André-Malraux 2003, pour Les Métamorphoses d'Ovide illustrées par la peinture baroque[16]
- Prix du livre d’art de La Nuit[17] du livre 2003 per L'Iliade e l'Odyssea di Omero illustrata da Mimmo Paladino
- Grand prix du jury de La Nuit du livre 2004 et prix du Cercle Montherlant de l'Académie des beaux-arts[18] per L'autoportrait au vingtième siècle,[19] di Pascal Bonafoux
- Grand Prix du jury de La Nuit du livre 2009 preso dal ministero de la Cultura giapponese per Le Dit du Genji de Murasaki-shikibu,[14] illustrato con la pittura tradizionale giapponese
- Prix du livre d’art de La Nuit du livre 2012 et prix Ikuo Hirayama de l'Académie des inscriptions et belles-lettres per Ramayana de Valmiki, illustré[15] illustrato con miniature indiane.
- Premio Cercle Montherlant / Académie des beaux-arts 2013[20] e Premio internazionale del libro dell'anno, Teheran (2014 per Le Cantique des oiseaux d'‘Attar, illustrato con miniature iraniane.